# Gran Premi de Bahrain del 2022
El Gran Premi de Bahrain de Fórmula 1 (anomenat com a Formula 1 Gulf Air Bahrain Grand Prix 2022), fou la primera carrera de la temporada 2022 que va ser disputat al Circuit de Sakhir, a Sakhir entre els dies 18 al 20 de març de 2022.
Aquesta serà la primera cursa on funcionarà la nova normativa de 2022, com ara el debut dels pneumàtics Pirelli de 18 polzades i el retorn dels cotxes a l'efecte terra.
Nico Hulkenberg substituirà el seu compatriota Sebastian Vettel a Aston Martin durant dues curses, on el quatre vegades campió va donar positiu per COVID-19.

## Qualificació
La qualificació es va celebrar el dia 19 de març.
| Pos.               | Nº | Pilot            | Equip/Motor           | Part 1   | Part 2   | Part 3   | Graella |
| ------------------ | -- | ---------------- | --------------------- | -------- | -------- | -------- | ------- |
| 1                  | 16 | Charles Leclerc  | Ferrari               | 1:31.471 | 1:30.932 | 1:30.558 | 1       |
| 2                  | 1  | Max Verstappen   | Red Bull-RBPT         | 1:31.785 | 1:30.757 | 1:30.681 | 2       |
| 3                  | 55 | Carlos Sainz Jr. | Ferrari               | 1:31.567 | 1:30.787 | 1:30.687 | 3       |
| 4                  | 11 | Sergio Pérez     | Red Bull-RBPT         | 1:32.311 | 1:31.008 | 1:30.921 | 4       |
| 5                  | 44 | Lewis Hamilton   | Mercedes              | 1:32.285 | 1:31.048 | 1:31.238 | 5       |
| 6                  | 77 | Valtteri Bottas  | Alfa Romeo-Ferrari    | 1:31.919 | 1:31.717 | 1:31.560 | 6       |
| 7                  | 20 | Kevin Magnussen  | Haas-Ferrari          | 1:31.955 | 1:31.461 | 1:31.808 | 7       |
| 8                  | 14 | Fernando Alonso  | Alpine-Renault        | 1:32.346 | 1:31.621 | 1:32.195 | 8       |
| 9                  | 63 | George Russell   | Mercedes              | 1:32.269 | 1:31.252 | 1:32.216 | 9       |
| 10                 | 10 | Pierre Gasly     | AlphaTauri-RBPT       | 1:32.096 | 1:31.635 | 1:32.338 | 10      |
| 11                 | 31 | Esteban Ocon     | Alpine-Renault        | 1:32.041 | 1:31.782 |          | 11      |
| 12                 | 47 | Mick Schumacher  | Haas-Ferrari          | 1:32.380 | 1:31.998 |          | 12      |
| 13                 | 4  | Lando Norris     | McLaren-Mercedes      | 1:32.239 | 1:32.008 |          | 13      |
| 14                 | 23 | Alexander Albon  | Williams-Mercedes     | 1:32.726 | 1:32.664 |          | 14      |
| 15                 | 24 | Guanyu Zhou      | Alfa Romeo-Ferrari    | 1:32.493 | 1:33.543 |          | 15      |
| 16                 | 22 | Yuki Tsunoda     | AlphaTauri-RBPT       | 1:32.750 |          |          | 16      |
| 17                 | 27 | Nico Hülkenberg  | Aston Martin-Mercedes | 1:32.777 |          |          | 17      |
| 18                 | 3  | Daniel Ricciardo | McLaren-Mercedes      | 1:32.945 |          |          | 18      |
| 19                 | 18 | Lance Stroll     | Aston Martin-Mercedes | 1:33.032 |          |          | 19      |
| 20                 | 6  | Nicholas Latifi  | Williams-Mercedes     | 1:33.634 |          |          | 20      |
| 107%Temps:1:37.873 |    |                  |                       |          |          |          |         |
| Font:              |    |                  |                       |          |          |          |         |

## Resultats després de la cursa
La cursa va ser realitzada en el dia 20 de març.
Resultats
| Pos.                                                                | Nº | Pilot            | Equip/Motor           | Voltes | Temps/Retirada | Graella | Punts |
| ------------------------------------------------------------------- | -- | ---------------- | --------------------- | ------ | -------------- | ------- | ----- |
| 1                                                                   | 16 | Charles Leclerc  | Ferrari               | 57     | 1:37:33.584    | 1       | 261   |
| 2                                                                   | 55 | Carlos Sainz Jr. | Ferrari               | 57     | +5.598         | 5       | 18    |
| 3                                                                   | 44 | Lewis Hamilton   | Mercedes              | 57     | +9.675         | 3       | 15    |
| 4                                                                   | 63 | George Russell   | Mercedes              | 57     | +11.211        | 9       | 12    |
| 5                                                                   | 20 | Kevin Magnussen  | Haas-Ferrari          | 57     | +14.754        | 7       | 10    |
| 6                                                                   | 77 | Valtteri Bottas  | Alfa Romeo-Ferrari    | 57     | +16.119        | 6       | 8     |
| 7                                                                   | 31 | Esteban Ocon     | Alpine-Renault        | 57     | +19.423        | 11      | 6     |
| 8                                                                   | 22 | Yuki Tsunoda     | AlphaTauri-RBPT       | 57     | +20.386        | 16      | 4     |
| 9                                                                   | 14 | Fernando Alonso  | Alpine-Renault        | 57     | +22.390        | 8       | 2     |
| 10                                                                  | 24 | Guanyu Zhou      | Alfa Romeo-Ferrari    | 57     | +23.064        | 15      | 1     |
| 11                                                                  | 47 | Mick Schumacher  | Haas-Ferrari          | 57     | +32.574        | 12      |       |
| 12                                                                  | 18 | Lance Stroll     | Aston Martin-Mercedes | 57     | +45.873        | 19      |       |
| 13                                                                  | 23 | Alexander Albon  | Williams-Mercedes     | 57     | +53.932        | 14      |       |
| 14                                                                  | 3  | Daniel Ricciardo | McLaren-Mercedes      | 57     | +54.975        | 18      |       |
| 15                                                                  | 4  | Lando Norris     | McLaren-Mercedes      | 57     | +56.335        | 13      |       |
| 16                                                                  | 6  | Nicholas Latifi  | Williams-Mercedes     | 57     | +1:01.795      | 20      |       |
| 17                                                                  | 27 | Nico Hülkenberg  | Aston Martin-Mercedes | 57     | +1:03.829      | 17      |       |
| 18                                                                  | 11 | Sergio Pérez     | Red Bull-RBPT         | 56     | +1 volta       | 4       |       |
| 19                                                                  | 33 | Max Verstappen   | Red Bull-RBPT         | 54     | +3 voltes      | 2       |       |
| Ret                                                                 | 10 | Pierre Gasly     | AlphaTauri-RBPT       | 45     | Motor          | 10      |       |
| Volta ràpida: — Charles Leclerc (Ferrari) – 1:34.570 (en el lap 51) |    |                  |                       |        |                |         |       |
| Font:                                                               |    |                  |                       |        |                |         |       |

Notes
- ^1  – Inclòs punt extra per volta ràpida.

## Classificació després de la cursa
| Pos. | Pilot            | Punts | Canvis |
| ---- | ---------------- | ----- | ------ |
| 1    | Charles Leclerc  | 26    | =      |
| 2    | Carlos Sainz Jr. | 18    | =      |
| 3    | Lewis Hamilton   | 15    | =      |
| 4    | George Russell   | 12    | =      |
| 5    | Kevin Magnussen  | 10    | =      |

| Pos. | Constructor        | Punts | Canvis |
| ---- | ------------------ | ----- | ------ |
| 1    | Ferrari            | 44    | =      |
| 2    | Mercedes           | 27    | =      |
| 3    | Haas-Ferrari       | 10    | =      |
| 4    | Alfa Romeo-Ferrari | 9     | =      |
| 5    | Alpine-Renault     | 8     | =      |